# دائرة مزدوجة

مبولة السمكة هي تقاطع قرصين يقع مركز الواحد منهما على محيط القرص الآخر.

مبولة السمكة أو دائرة مزدوجة (بالإنجليزية: Vesica Piscis)‏ هي شكل هندسي يتكون من دائرتين يقع مركز كل منهما على محيظ الدائرة الأخرى. ترجم هذا الشكل إلى اللغة العربية بمبولة السمكة، لأن هذه هي الترجمة الحرفية من اللغة اللاتينية ل Vesica Piscis.

الدائرة المزدوجة في كتاب الأصول لإقليدس

## الوصف في الرياضيات

### المساحة
تتكون العدسة التي تقع بين الدائرتين من مثلثين متساويين للأضلاع وأربع قطع دائرية. في الشكل يسارا، يظهر باللون الأزرق واحد من هذين المثلثين وواحدة من هذه القطع الدائرية الأربع. مثلث واحد وقطعة دائرية واحدة يكونان قطاعا يقدر بسدس الدائرة (60°).
مساحة هذا القطاع تساوي إذن {\displaystyle {\frac {1}{6}}\pi r^{2}}
بما أن طول ضلع المثلث المتساوي الأضلاع هو r، فإن مساحته تساوي {\displaystyle {\frac {\sqrt {3}}{4}}r^{2}}.

المساحتان المبينتان باللون الأزرق – مثلث متساوي الأضلاع وقطعة دائرية– يكونان معا قطاعا قدره سدس الدائرة (60°)

مساحة قطعة دائرية هي الفرق بين مساحة القطاع ومساحة المثلث المتساوي الأضلاع.
{\displaystyle {\frac {1}{6}}\pi r^{2}-{\frac {\sqrt {3}}{4}}r^{2}}
بجمع مساحة المثلثين ومساحة القطع الأربعة من القرص، يحصل على ما يلي:
{\displaystyle {\frac {1}{6}}\left(4\pi -3{\sqrt {3}}\right)r^{2}\approx 1.2284r^{2}}

## رمزية الدائرة المزدوجة
تصميم الدائرة المزدوجة هو أبسط تصاميم الهندسة الإلهية. وجدت رسومات لهذا الشكل في مراكز مقدسة حول العالم ودار نقاشات مستفيضة حول أهميتها ورمزيتها. وبالنسبة لبعض الأديات، فإن مبولة السمكة تمثل اليوم الثاني للخليقة، حيث قام الخالق بخلق كرة ثانية وطافت روحه من الأولى إلى الثانية (كما ذكر في التوراة: "روح الله يرف على وجه المياه، تكوين 1:2). وسميت مبولة السمكة "دمج المتضادتين" ومسار بين قطبي الكون. وهي أساس رمز السمكة المسيحية وتصميم عيت الإنسان.
استعمل العديد من الفنانين التشكيليين، وخاصة الكلاسيكيين منهم الدائرة المزدوجة في رسوماتهم. على سبيل المثال، استعملها الرسام رفائيل في جدرانية مدرسة أثينا.